# Semnopithèque de Hose
Presbytis hosei
Espèce
Statut de conservation UICN

 VU A2cd : Vulnérable
Statut CITES
Le semnopithèque de Hose (Presbytis hosei) est une espèce qui fait partie des mammifères Primates. C’est un  singe de la famille des Cercopithecidae dont les populations sont menacées : vulnérables : l'espèce a été déclarée vulnérable par Union Internationale pour la Conservation de la Nature en 2008. Le semnopithèque de Hose Presbytis hosei canicrus est une des 21 espèces et sous-espèces de primates d'Asie incluse entre 2000 et 2020 dans la liste des 25 espèces de primates les plus menacées au monde (se trouve dans la liste de 2004).

## Liste des sous-espèces
Selon Mammal Species of the World (version 3, 2005)  (13 mars 2011) :
- sous-espèce Presbytis hosei canicrus
- sous-espèce Presbytis hosei everetti
- sous-espèce Presbytis hosei hosei
- sous-espèce Presbytis hosei sabana

## Répartition

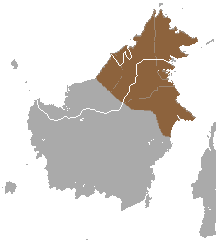
Carte de Bornéo avec zone de répartition en marron

Presbytis hosei est présent sur l'île de Bornéo. Répartie en Indonésie, Malaisie et Brunei, 